# Černíkovice, Rychnov nad Kněžnou
Černíkovice là một làng thuộc huyện Rychnov nad Kněžnou, vùng Královéhradecký, Cộng hòa Séc.